# Deer Lodge County
Deer Lodge County är ett administrativt område i delstaten Montana, USA, med 9 298 invånare. Den administrativa huvudorten (county seat) är Anaconda. 

## Geografi
Enligt United States Census Bureau så har countyt en total area på 1 919 km². 1 909 km² av den arean är land och 10 km² är vatten. 

### Angränsande countyn
- Granite County, Montana - nordväst
- Powell County, Montana - nord
- Jefferson County, Montana - öst
- Silver Bow County, Montana - sydost
- Beaverhead County, Montana - syd
- Ravalli County, Montana - väst